# 秋茄树
秋茄树（学名：Kandelia candel）为红树科秋茄树属下的一个种，分佈於鹹淡水交界。花期在4月至8月間；果期在8月至4月間。
因為染色體之不同，而被分為Kandelia candel和Kandelia obovata，而香港的是屬於日本型秋茄，所以全香港的秋茄的學名將更正為Kandelia obovata（水筆仔）。